# Уязд
Уязд (пол. Ujazd)  —  город  в Польше, входит в Опольское воеводство,  Стшелецкий повят.  Занимает площадь 14,69 км². Население — 1647 человек (на 2004 год).

## История
Во время нацистской оккупации Уязда в городе было организовано одно из четырёх центральных гетто в Радомском повете. В нем было собрано около 2000 евреев из области. Гетто было ликвидировано 6 января 1943 года. Всех его узников нацисты отправили в лагерь смерти Треблинка. 